# شهر خدا (کتاب)

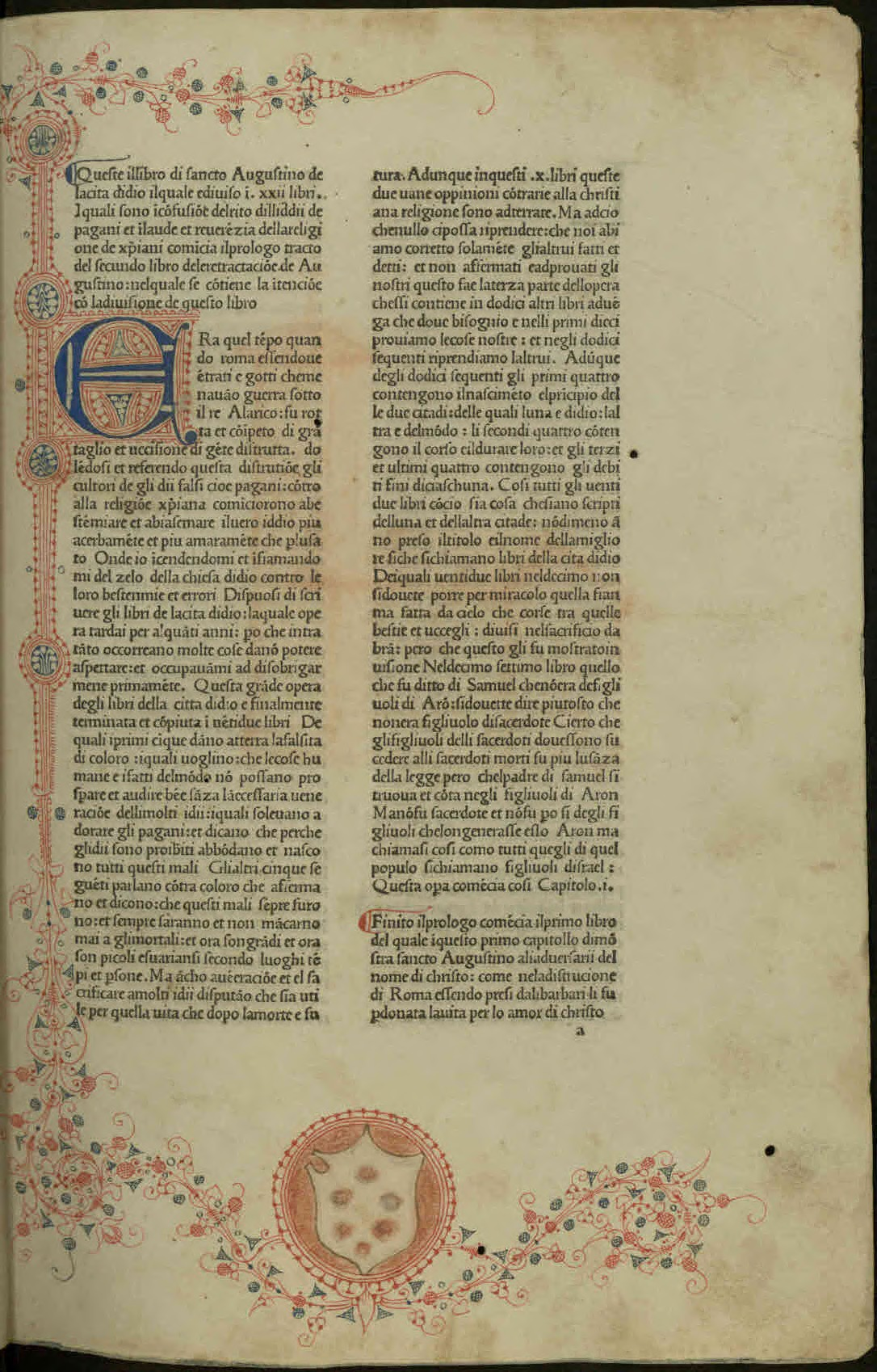
De civitate Dei, 1483

پیرامون شهر خدا بر علیه مشرکان (به لاتین: De Civitate Dei contra paganos) که به اختصار شهر خدا نامیده می شود ، کتابی در حوزه فلسفه مسیحی از آگوستین است که در اوایل قرن پنجم میلادی نوشته شد. کمتر کتابی تاکنون آمده‌است که مانند این کتاب در تحولات و تبدلات بعدی مغرب زمین مؤثر بوده‌باشد.این کتاب را حسین توفیقی به فارسی ترجمه کرده‌است.

## انگیزه نگارش
رومی‌ها در قرن چهارم میلادی مسیحی شدند و ناگهان در سال ۴۱۰ میلادی مورد هجوم «گوت‌ها» قرار گرفتند. در این دوران کسانی که هنوز به بت‌پرستی گرایش داشتند، دلیل سقوط رم را دست برداشتن آنها از بت‌پرستی و گرویدن به مسیحیت دانستند.
آگوستین در آن زمان در شهر «هیپو» در الجزایر کنونی زندگی می‌کرد. فرستاده‌ای از پاپ نزد او می‌رود و برای مقابله با افرادی که چنین استدلالی می‌آوردند از او کمک می‌خواهد. آگوستین در پاسخ، مطلب مختصری را ارائه می‌کند اما قول می‌دهد که پاسخ مبسوط را در کتابی بنویسد که در واقع همین کتاب «شهر خدا»ست.

## مضمون کتاب
پس از غارت رم (۴۱۰) دنیای رومی رو به اضمحلال بود و پاگان‌ها کیش مسیحیت را بانی افول تمدن روم می‌دانستند. غرض آگوستین این بود که بگوید اگرچه دنیای روم رو به اضمحلال است مع‌ذالک دنیای دیگری وجود دارد که جاودانی‌تر از دنیای قیصر(امپراتور روم) است و مهم‌تر از جلال و حشمت روم. وی گفت که فی‌الواقع دو شهر وجود دارد که یکی زمینی است و دیگری آسمانی.
غرض آگوستین از شهر خدا بساچیزها بود و اشخاصی که در قرون بعد کتاب او را خواندند معانی دیگری برایش پیدا کردند؛ برخی آنرا بهشت موعود دانستند، برخی ارواح طیبه، برخی نوعی طرزی از زندگی که در آن غایت آمال برآورده می‌شود، برخی نیز آنرا دستگاه کلیسا دانستند. اعتقاد بر این قرار گرفت که قدرت و اختیارات سلطنتی از قوه و اختیارات روحانی جداست و ربطی به‌هم ندارند. این تفکیک دقیق میان سلطنت دنیوی و قدرت روحانی موجد پیدایش بسیاری از آزادی‌های مغرب زمین شده‌است؛ ضمناً این عقیده که هیچ حکمرانی و هیچ تشکیلاتی از نظر اخلاقی آنقدر منزه نیست که مصون از لغزش و خطا باشد راه را برای زندگی مترقی و بانشاط و فعالی در مغرب زمین گشوده‌است.

## ساختار کتاب

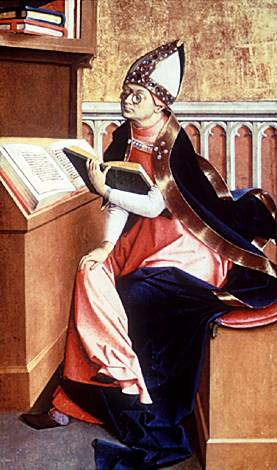
تصویری از یک پاپ در حال مطالعه کتاب شهر خدا

این کتاب بیست و دو بخش دارد که از آن به بیست و دو کتاب یاد می‌شود. ده کتاب نخست به یک موضوع می‌پردازند و باقی کتاب به موضوعی دیگر. در ده کتاب اول، آگوستین بر این بحث متمرکز می‌شود که بت‌پرستی هیچ سودی برای دنیا و آخرت انسان ندارد. آگوستین در کتاب‌های یازدهم تا چهاردهم از شهر خدا در زمان گذشته سخن می‌گوید. کتاب‌های پانزده تا هجدهم نیز به شهر خدا در زمان مسیح تا آگوستین اختصاص دارد. چهار کتاب آخر نیز درباره آخرت است تا می‌رسد به رؤیت خدا که در مسیحیت به «رؤیت سعیده» معروف است. به گمان آگوستین، این دنیا شهر خدا وجود ندارد و مادامی که در جامعه این دنیایی هستیم باید از قوانین شهر زمینی تبعیت کنیم البته تا جایی که دین ما آسیبی نبیند. این تفکر نشان دهنده دیدگاه متعادل اوست.
پیش از آگوستین فلسفه در مسیحیت جایی نداشت. پولس قدیس جمله‌ای دارد با این مضمون که «هوشیار باشید که فلسفه شما را نرباید» اما با وجود چنین تاکیدی آگوستین و چند قدیس دیگر فسلفه را وارد مسیحیت کردند. آگوستین نخستین کسی بود که در فصل بیست و ششم کتاب یازده عنوان کرد که «می اندیشم پس هستم».

## ترجمه فارسی
این کتاب را حسین توفیقی به فارسی برگرداند و دانشگاه ادیان و مذاهب آن را در پاییز ۱۳۹۱ منتشر کرد. نشست بررسی کتاب در مرکز فرهنگی شهر کتاب در ۷ آذر ۱۳۹۱ با حضور فتح‌الله مجتبایی، پیروز سیار، شهرام پازوکی و حسین توفیقی برگزار شد.